# Robert Paige
Robert Paige (* 2. Dezember 1911 in Indianapolis, Indiana als John Arthur Paige; † 21. Dezember 1987 in San Clemente, Kalifornien) war ein US-amerikanischer Schauspieler und Fernsehmoderator.

## Leben und Karriere
Paige begann seine Filmkarriere im Jahr 1934 unter Vertrag bei Paramount Pictures, nachdem er zuvor bei einer kleinen Radiostation gearbeitet und für den Film entdeckt worden war. Nach einigen kleineren Rollen wurde er von Mitte der 1930er-Jahre bis in die 1950er-Jahre als Leading Man in vielen, zumeist eher kostengünstig gedrehten Kinofilmen eingesetzt. Dabei arbeitete er mit unterschiedlichen Filmstudios und in unterschiedlichen Genres.
1939 spielte er die Hauptrolle eines Piloten im Serial-Actionfilm Flying G-Men. Einen seiner bekanntesten Auftritte hatte er 1943 in dem Horrorfilm Draculas Sohn, in dem er den titelgebenden Vampir besiegen kann. Im Komödiengenre spielte er an der Seite von Olsen und Johnson in der surrealistischen Slapstick-Komödie In der Hölle ist der Teufel los! (1941) einen sympathischen Liebhaber, zudem trat er neben Abbott und Costello in Abbott und Costello unter Kannibalen (1942) und Abbott and Costello Go to Mars (1953) auf. In dem Musicalfilm Das Lied des goldenen Westens fungierte er 1944 als Partner von Musicalstar Deanna Durbin und sang selbst in dem Film das Lied Californ-i-ay, mit dem er einen kleineren Hit landete. In der Zeit des Zweiten Weltkriegs erlebte seine Karriere unter Vertrag bei Universal Pictures einen kleinen Höhepunkt, da er im Gegensatz zu vielen anderen, berühmteren Leading Mens keinen Kriegsdienst ableistete und dadurch an bessere Rollen kam.
In den 1950er-Jahren ließen die Kinoangebote für Paige zusehends nach und er drehte nur noch wenige Filme, stattdessen spielte er in einigen Fernsehproduktionen. Seinen letzten von insgesamt über 65 Filmauftritten absolvierte er 1963 mit einer Nebenrolle im Musicalfilm Bye Bye Birdie. Bereits ab den 1950er-Jahren hatte er neben der Schauspielerei auf die Fernsehmoderation umgesattelt: so war er zeitweilig Moderator der Quizshow The Big Payoff und der Comedysendung The Colgate Comedy Hour. Außerdem war er in späteren Jahren Nachrichtensprecher für den Fernsehsender KABC-TV in Los Angeles und später als Manager im Bereich der Öffentlichkeitsarbeit tätig.
Paige starb im Dezember 1987 im Krankenhaus des kalifornischen Ortes San Clemente, nachdem er mit Herzproblemen eingeliefert worden war. Er war dreimal verheiratet und ist Vater von Colleen Paige, heute eine bekannte Hundetrainerin und Autorin. Beigesetzt ist er auf dem Holy Cross Cemetery in Culver City.

## Filmografie (Auswahl)
- 1934: You Can’t Buy Everything
- 1935: Sein letztes Kommando (Annapolis Farewell)
- 1936: Kain und Mabel (Cain and Mabel)
- 1937: Assistenzarzt Dr. Steven Brace (Once a Doctor)
- 1938: Who Killed Gail Preston?
- 1938: There’s Always a Woman
- 1938: The Lady Objects
- 1938: The Last Warning
- 1939: Homicide Bureau
- 1939: First Love
- 1941: The Monster and the Girl
- 1941: Die Abenteurerin (The Flame of New Orleans) (Erzählerstimme)
- 1941: In der Hölle ist der Teufel los! (Hellzapoppin’)
- 1942: What’s Cookin’?
- 1942: Abbott und Costello unter Kannibalen (Pardon My Sarong)
- 1943: Cowboy in Manhattan
- 1943: Draculas Sohn (Son of Dracula)
- 1944: Follow the Boys
- 1944: Das Lied des goldenen Westens (Can’t Help Singing)
- 1946: Tangier
- 1947: Der rote Teufel (The Red Stallion)
- 1948: Blondes Eis (Blonde Ice)
- 1949: The Green Promise
- 1951: Bride and Groom (Fernsehserie)
- 1953: Abbott and Costello Go to Mars
- 1953: Explosion in Nevada (Split Second)
- 1954–1956: Schlitz Playhouse of Stars (Fernsehserie, 4 Folgen)
- 1957: Official Detective (Fernsehserie, Folge 1x12)
- 1959: Mit mir nicht, meine Herren (It Happened to Jane)
- 1961: Ehekarussell (The Marriage-Go-Round)
- 1963: Bye Bye Birdie